# Пхаджу
Пхаджу́ (кор. 파주시?, 坡州市?, Paju-si) — город в провинции Кёнгидо, Южная Корея. Город расположен немного южнее знаменитого местечка Пханмунджом, где было подписано соглашение о прекращении огня во время войны в Корее. Поскольку Пхаджу расположен на границе с КНДР, здесь расквартировано несколько крупных воинских формирований, в том числе и баз американской армии. В 2002 году в Пхаджу открылась самая северная в стране железнодорожная станция Торасан.

## История
Первое упоминание о жилом поселении на территории современного Пхаджу относится к 475 году. Тогда эта территория входила в состав государства Когурё, и здесь находилась административная единица статуса «хён» Сулихоль (Сулихольхён). В 757 году после административной реформы (уже в составе государства Силла) Сулихоль сменил название на Понсон (Понсонхён). Во время династии Корё, в 1174 — название было изменено на Совон (Совонхён). В 1393 году на базе хёна Совон был образован уезд (гун) Совон, переименованный в Вонпхён в 1398 году, в эпоху династии Чосон. В 1414 году к нему был присоединён посёлок Кёха. В 1459 году Пхаджу получил современное название и статус «мок». В 1895 году Пхаджу получил статус уезда (гун). Статус города был получен в 1996 году. Рядом с Пхаджу находится известное местечко Пханмунджом, в котором был подписан договор о перемирии в Корейской войне в 1953 году.

## Административное деление
Пхаджу административно делится на 4 ып, 9 мён и 7 тон (дон). 
| Район          | Хангыль | Площадь, км² | Население, чел | Внутреннее деление |
| -------------- | ------- | ------------ | -------------- | ------------------ |
| Унджон ильдон  | 운정1동 | 9,93         | 46 688         |                    |
| Унджон идон    | 운정2동 | 3,92         | 63 340         |                    |
| Унджон самдон  | 운정3동 | 5,91         | 69 753         |                    |
| Кымчхон ильдон | 금촌1동 | 4.5          | 22 010         |                    |
| Кымчхон идон   | 금촌2동 | 2,7          | 31 777         |                    |
| Кымчхон самдон | 금촌3동 | 12,8         | 26 028         |                    |
| Кёха дон       | 교하동  | 36,8         | 7 623          |                    |
| Мунсан ып      | 문산읍  | 47,3         | 47 386         | 10 ри              |
| Джори ып       | 조리읍  | 27,4         | 28 667         | 7 ри               |
| Пхаджу ып      | 파주읍  | 32,2         | 14 178         | 7 ри               |
| Бопвон ып      | 법원읍  | 73,1         | 9 979          | 10 ри              |
| Тханхён мён    | 탄현면  | 61,72        | 13 186         | 11 ри              |
| Гвантхан мён   | 광탄면  | 65,4         | 10 760         | 9 ри               |
| Уоллон мён     | 월롱면  | 27,1         | 9 049          | 5 ри               |
| Пхапхён мён    | 파평면  | 41,8         | 3 721          | 7 ри               |
| Джоксон мён    | 적성면  | 88,9         | 7 085          | 16 ри              |
| Куннэ мён      | 군내면  | 43,2         |                | 7 ри               |
| Джандан мён    | 장단면  | 33,9         | 732            | 9 ри               |
| Джиндон мён    | 진동면  | 43,1         |                | 5 ри               |
| Джинсо мён     | 진서면  | 9,1          |                | 3 ри               |

## География
Расположен на севере Южной Кореи, недалеко от границы с КНДР. На юге граничит с Кояном, на востоке — с Янджу, на юге — с Кимпхо. С запада омывается Жёлтым морем.

## Туризм и достопримечательности
Культурные
- Фестиваль культуры «Юльгок» — проводится каждый год в октябре. В программе выступления фольклорных коллективов, выставки народных ремёсел, ярмарка[3].
- Фестиваль воздушных змеев — проводится каждый год в середине января в честь объединения Кореи[4].

Природные
- Чанджисан — гора, на которой находятся два высеченных из камня Будды[5].
- Гора Камаксан — здесь есть высокий водопад, проложены маршруты для занятия горным туризмом[6].

Исторические
- Мемориальный комплекс «Имджингак» — возведён в честь событий Корейской войны 1950-53 годов[7].
- Обсерватория объединения — расположена на горе в 460 метрах от границы с КНДР. Оптические приборы обсерватории направлены вглубь Северной Кореи. Обсерватория открыта для посещения туристами[8].

## Города-побратимы
Администрацией города налажены побратимские связи со следующими городами:
Внутри страны
- Округ Каннамгу, Сеул

За рубежом
- Цзиньчжоу, Китай — с 1994
- Хадано, Япония — с 1997 — статус дружественного города
- Тувумба, Австралия — с 2001
- Муданьцзян, Китай — с 2003 — статус дружественного города
- Эскишехир, Турция
- Стелленбос, Южная Африка
- Куэнка, Испания
- Ранкагуа, Чили
- Краснодар, Россия
- Кокуитлам, Канада
- Сасебо, Япония

## Символы
Как и остальные города и уезды Южной Кореи, Пхаджу имеет ряд символов:
- Дерево: гингко — олицетворяет процветание и стремление к развитию Пхаджу в качестве мирного и комфортного места для проживания.
- Птица: голубь — символизирует мир и безопасность.
- Цветок: космея — символизирует объединение и гармонию жизни жителей города.